# Thelma Assis
Thelma Regina Maria dos Santos Assis (São Paulo, 18 de novembro de 1984), também conhecida como Thelminha, é uma médica anestesiologista e apresentadora brasileira, que ficou conhecida pela sua participação na vigésima temporada do Big Brother Brasil, onde venceu com 44,10% dos votos.

## Biografia
Thelma nasceu em São Paulo, no dia 18 de novembro de 1984. Foi adotada com três dias de vida pela então funcionária pública Yara Assis e pelo gráfico Carlos Alberto Assis, sendo criada no Bairro do Limão, periferia localizada na Zona Norte de São Paulo.
Sobre a adoção, em declaração ao site Extra, a mãe de Thelma afirmou: “Ela chegou a mim frágil e raquítica. Tanto que, se ela estivesse em um berçário para adoção, ninguém ia querê-la”. A mãe de Thelma planejava revelar a adoção somente quando a filha completasse 18 anos, porém ela acabou descobrindo aos 15 anos, por meio de uma ligação anônima.
Aos 18 anos, Thelma conseguiu permissão da mãe para frequentar a quadra do Grêmio Recreativo Cultural Escola de Samba Mocidade Alegre, intitulada Morada do Samba, localizada no Bairro do Limão.
O primeiro contato com a Mocidade Alegre foi através da bateria, tocando ganzá, quando participou das eliminatórias do samba e das 24 horas de samba que celebram o aniversário da Morada do Samba. Seu primeiro desfile na escola foi em 2006, no carnaval que tinha como tema o Rio São Francisco.
Participou das audições para a comissão de frente no ano em que todas as escolas de samba de São Paulo homenagearam a capital paulista. Aprovada nas audições, estudava Medicina na PUC de Sorocaba, e a periodicidade dos ensaios da comissão de frente e sua situação financeira fizeram com que investisse todo o dinheiro do aluguel em passagens de ônibus para que fosse possível ensaiar com os membros da comissão à noite e estudasse em período integral na faculdade. Atualmente integrante do grupo Miscigenação na Mocidade Alegre, Thelma desfila na ala das passistas da escola de samba.
Durante sua participação no Big Brother Brasil 20, Thelma contou diversas vezes sobre as disparidades existentes no curso de Medicina. Única negra a se formar em uma turma de 100 alunos, chegou a ouvir de um professor que negros tinham mais aptidão para atividades esportivas do que intelectuais. Outro relato de Thelma sobre o período da faculdade foi a condição financeira discrepante entre ela e seus colegas de faculdade: enquanto bolsista, Thelma não tinha dinheiro para adquirir os livros caríssimos da faculdade, dependendo exclusivamente da biblioteca, enquanto muitos de seus colegas, por outro lado, ganhavam carro e apartamento para começarem a vida universitária.

## Vida pessoal
Thelma conheceu o atual marido, o fotógrafo Denis Cordeiro, em 2009. Em novembro de 2016, oficializaram a união em grande estilo com uma cerimônia na Igreja Santa Teresinha, no bairro Aclimação, no centro de São Paulo.
Thelma adiou os planos de ser mãe devido à pandemia e declarou diversas vezes que o casal pretende adotar uma criança e ter um(a) filho(a) biológico(a). Thelma destaca que a adoção muda a vida de uma criança porque configura uma nova oportunidade. Ela e o marido já deram o primeiro passo para a adoção e realizaram o congelamento dos óvulos.

## Carreira

### 2011-2019: Antes doBig Brother Brasil 20
Thelminha se formou em Medicina em 2011 pela Pontifícia Universidade Católica de São Paulo (PUC-SP) com bolsa integral do Programa Universidade para Todos (PROUNI). Em 2011, trabalhou para a Associação Saúde da Família como médica generalista no PSF e em 2012 como médica plantonista na Associação Paulista Para o Desenvolvimento da Medicina. Também trabalhou no Hospital M’Boi Mirim, no Hospital do Servidor Público Municipal de São Paulo e no Hospital de Clínicas Municipal - São Bernardo.
Ainda antes do Big Brother, sua experiência de vida, a facilidade de se comunicar e a possibilidade de inspirar outras pessoas incentivaram Thelma a criar um canal no YouTube. Em seu canal, Thelminha aborda temas diversos como racismo, vídeos de rotina, dicas sobre transição capilar, causa LGBTQIA+, etc. Atualmente, o canal de Thelma tem mais de 300 mil inscritos, e mais de 7 milhões de visualizações ao todo,com ela já tendo conquistado a Botão de prata do YouTube.

### 2020:Big Brother Brasil

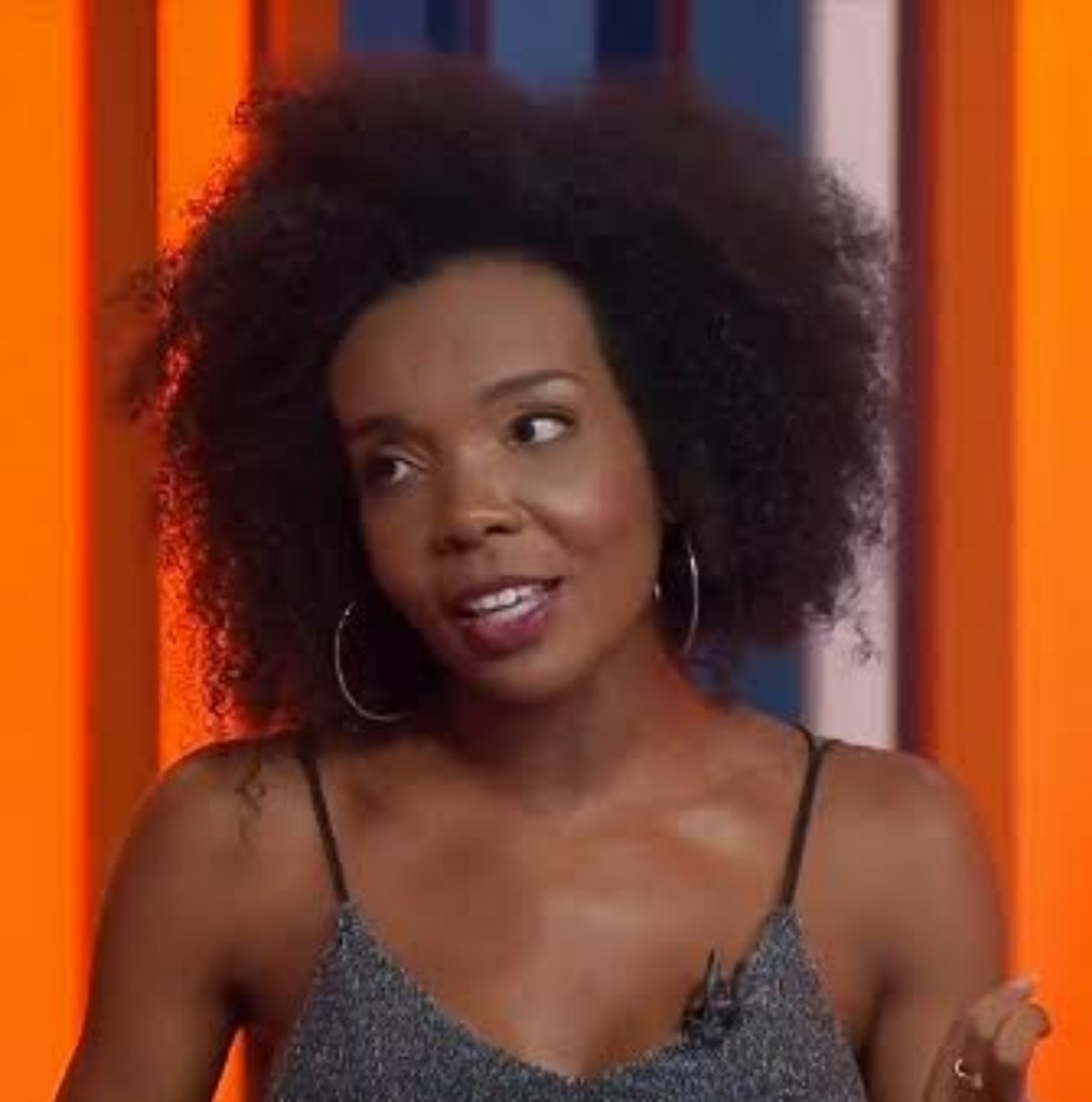
Thelma em abril de 2020, no programa A Eliminação

Thelma foi uma das participantes da vigésima edição do programa exibido pela Rede Globo, a primeira temporada a apresentar a dinâmica dos grupos Pipoca e Camarote, compostos respectivamente por anônimos e famosos.
Em 28 de abril de 2020, Thelma consagrou-se campeã em uma final com duas de suas amigas na casa, Rafa Kalimann e Manu Gavassi. Durante a votação para a escolha de quem seria campeã do programa, a atriz norte-americana Viola Davis retuitou em sua rede social do Twitter um post da atriz brasileira Taís Araújo, no qual esta declarava apoio a Thelminha. Além de Viola e Taís, Thelminha contou, durante o programa, com o apoio e a torcida de outras personalidades como Iza, Preta Gil, Giovanna Ewbank, Cleo, Bruno Gagliasso, Pabllo Vittar, Valesca Popozuda, Gleici Damasceno entre outras. Depois de ser anunciada a campeã do reality show, a foto de comemoração de Thelma em seu Instagram bateu um recorde de Beyoncé e se tornou até então a segunda foto a bater 1 milhão de likes em menos tempo, 18 minutos ao todo, ficando atrás apenas de Selena Gomez. 
Ao sair do BBB como vitoriosa, Thelminha foi contratada pela TV Globo, emissora do programa do qual saiu campeã, para fazer uma participação no É de Casa, entrevistando amigos médicos que estavam atuando no combate à COVID-19. A participação culminou em uma contratação para um quadro fixo intitulado Fique em Casa com Dra. Thelma, voltado para contar histórias de superação durante a pandemia.
Como influenciadora digital, teve parcerias com marcas de diversos segmentos como C&A, Fenty Beauty, McDonald's, Spotify, Fisk, TIM, Rappi, Mercado Pago, Lacta, Ipanema, Natura, Colgate, Ford, entre outros. Além disso, se tornou embaixadora das marcas L’Oréal Paris, Avon, Rico, Nielly e Always, ganhando destaque em suas respectivas propagandas.
No YouTube, fechou contrato com a rede de conteúdo criativo Dia Estúdio, que ficou responsável pelo gerenciamento de seu antigo canal, que continua contando com vídeos diversos sobre racismo, direitos LGBTQIA+, feminismo, medicina, vlogs e até brincadeiras com seus amigos. Ela também faz parte do fundo Vozes Negras, uma iniciativa do YouTube.
Após a experiência como apresentadora do seu próprio quadro no É de Casa, Thelminha também apresentou o Criança Esperança de 2020 junto a Fábio Porchat, o próprio É de Casa em uma edição especial sobre racismo, participando de diversos eventos de comunicação e, finalmente, apresentando seu próprio talk show no YouTube, o Triangulando, abordando assuntos como desigualdade racial, música brasileira, ansiedade e tempo.

### 2021-presente: Trabalhos naTV, Livro e outros projetos
Em 2021, Thelma passou a integrar o time de apresentadores do quadro Bem Estar dentro do programa É de Casa, mantendo-se na programação matinal dos sábados da Rede Globo. Em junho de 2021, Thelma anunciou um novo programa em que ela seria a apresentadora, o Desafio Aceito, com dicas para superar vícios e traumas, lançado e exibido pelo UOL. Lançado no dia 5 de julho, o programa teve oito episódios com convidados em cada um.

“"A minha existência é uma resistência. Tudo o que eu vivi como mulher negra são experiências com que as pessoas podem se identificar. Ou, na verdade, com que já se identificaram"”

— Thelma em descrição do livro.
No dia 6 de outubro foi revelada a capa do primeiro livro de Thelma, Querer, Poder, Vencer, lançado no dia 1 de novembro. "A minha existência é uma resistência. Tudo o que eu vivi como mulher negra são experiências com que as pessoas podem se identificar. Ou, na verdade, com que já se identificaram".
Já em novembro, Thelma foi uma das premiadas do Troféu Raça Negra, premiação brasileira dedicada a indivíduos e grupos que contribuíram ou exibiram avanços para os afro-brasileiros. No mesmo mês Thelma foi anunciada em um reality chamado "Casa Black Friday", um reality show com seis influenciadores digitais, unindo muito entretenimento e várias ofertas para aproveitar na Amazon sobre a Black Friday. O reality foi transmitido pelo canal de todos os participantes do dia 25 à 29 de novembro.
Em março de 2022, Thelma foi confirmada como uma das musas da São Clemente para o Carnaval do Rio de Janeiro e foi anunciado que desfilaria na Sapucaí no dia 23 de abril. Ela também é uma das musas da Mocidade Alegre, escola que já faz parte desde a adolescência e dessa vez desfilou como destaque, interpretando Clementina de Jesus na avenida.
Em julho do mesmo ano, Thelma decidiu fazer um intercâmbio de algumas semanas em Nova Iorque, para aperfeiçoar o seu inglês.
Em outubro a TV Globo renovou o contrato da apresentadora, fazendo ela ter um espaço fixo no Bem Estar.
Em novembro, ela anunciou o evento "Sambadela", em comemoração ao seu aniversário, ao Dia da Consciência Negra e a cultura do samba que sempre representou muito em sua vida. “Esse evento foi feito para homenagear não apenas o samba, mas também a cultura preta e o nosso empoderamento. O Dia da Consciência Negra é uma data muito importante para a nossa luta, então fiquei muito feliz em poder celebrá-la com o Sambadela. Foi uma festa incrivelmente linda e cheia de pessoas queridas. Meu coração se encheu de alegria a cada segundo!”, contou.  Em dezembro de 2022, Thelma foi anunciada como musa da escola de samba Mangueira, no Rio de Janeiro.
Em fevereiro de 2023, ela participou dos desfiles das duas escolas, Mocidade Alegre em São Paulo, a qual faz parte a 18 anos, e pela Mangueira. Ela comemorou a vitória da Mocidade em 21 de fevereiro: "É campeã! Que emoção, minha escola! Parabéns Mocidade Alegre. Somos todos Yasuke! Pode ter fé que todo preto pode ser o que quiser", escreveu ela na legenda da publicação. Em março de 2023, Thelma recebeu o "Troféu JK - Rio 2023", na categoria de Influenciadora Digital do Ano: “Eu dedico esse prêmio às minhas seguidoras, que são na sua maioria mulheres pretas que assim como eu ouvem ‘não’ todos os dias. Porque a gente ainda vive em uma sociedade muito machista e racista. Então é por elas que eu continuo”, discursou ela.
Em maio, foi confirmada na série Encantado's, do Globoplay, para uma participação em sua segunda temporada. Esse é o primeiro papel da médica na área de atuação. "Nunca imaginei atuar e quando recebi o convite da produção, fiquei extremamente contente e animada para dar esse novo passo na minha carreira! A oportunidade de fazer parte de uma produção tão significativa e prestigiada é algo que serei eternamente grata. Acredito que a televisão tem um papel fundamental na disseminação de histórias e valores, e poder contribuir com esse trabalho é algo que me enche de orgulho", comemorou.
Em junho participou de uma ação especial em uma expedição com a ONG Zoé no Pará para atuar como médica voluntária e atender as populações ribeirinhas no Rio Mamuru. Essa é a primeira vez que ela retornou às salas de cirurgia após o período em que ajudou na linha de frente em combate à Covid-19. A ação atendeu a bordo do barco hospital Papa Francisco, e da região do município Belterra, no hospital local.
Em agosto, apresentou o Bem Estar no Encontro temporariamente durante as férias de Valéria Almeida. Thelma estava fazendo um novo intercâmbio em Nova York anteriormente.
Em maio de 2024, Thelma se voluntariou, junto com as também ex-bbbs Amanda Meirelles e Marcela McGowan, a trabalhar no Hospital Nossa Senhora das Graças em Canoas, durante as enchentes ocorridas no Rio Grande do Sul. Em entrevista ao Encontro em 8 de maio, A anestesiologista contou que foi encaminhada para trabalhar em um dos hospitais que não foram afetados pelas chuvas e está atuando no centro cirúrgico. "Nos juntamos com um grupo de pediatras e cada uma está atuando na sua especialidade. O trabalho tem sido ajudar os profissionais de saúde daqui que estão sobrecarregados, muitos não estão conseguindo se locomover para sair do hospital e acabam dobrando a jornada", explicou.

## Filmografia

### Televisão
| Ano           | Título                        | Papel                    | Notas                                                       | Ref.          |
| ------------- | ----------------------------- | ------------------------ | ----------------------------------------------------------- | ------------- |
| 2020          | Big Brother Brasil            | Participante (Vencedora) | Temporada 20                                                | [ 1 ] [ 38 ]  |
| 2020-2022     | É de Casa                     | Apresentadora            | Quadro: "Fique em Casa com Dra. Thelma" Quadro: "Você Viu?" | [ 14 ]        |
| 2020–presente | Criança Esperança             | Mesão da Esperança       |                                                             |               |
| 2021–presente | Bem Estar                     | Apresentadora            | É de Casa                                                   | [ 13 ] [ 40 ] |
| 2023–presente | Bem Estar                     | Apresentadora            | Encontro (eventual)                                         | [ 35 ]        |
| 2022          | Encontro                      | Repórter                 | Quadro: "Thelminha em Nova Iorque"                          |               |
| 2023          | Fantástico                    | Repórter                 |                                                             | [ 41 ]        |
| 2023          | Prêmio Sim à Igualdade Racial | Apresentadora            |                                                             | [ 42 ] [ 43 ] |
| 2024          | Encantado's                   | Dra. Thelma              | (Temporada 2, Episódio 5 "Feijoiada")                       | [ 34 ] [ 44 ] |
| 2025          | BBB: O Documentário           | Entrevistada             |                                                             |               |

### Internet
| Ano       | Título                                    | Papel            | Notas                               | Ref.   |
| --------- | ----------------------------------------- | ---------------- | ----------------------------------- | ------ |
| 2017-2022 | Thelminha                                 | Ela Mesma        | Canal no Youtube                    |        |
| 2020-2021 | Triangulando                              | Apresentadora    | Programa no YouTube                 | [ 19 ] |
| 2021      | Desafio Aceito                            | Apresentadora    | Programa no YouTube                 | [ 20 ] |
| 2021      | Corrida das Blogueiras                    | Jurada Convidada | 3º Temporada (Episódio 1)           | [ 46 ] |
| 2021      | Corrida das Blogueiras 3 - O Documentário | Convidada        | Documentário                        | [ 47 ] |
| 2021      | Prêmio Influency.me 2021                  | Apresentadora    |                                     | [ 48 ] |
| 2021      | Casa Black Friday                         | Participante     | Reality Show feito pela Dia Estúdio | [ 49 ] |
| 2022      | O Som do Rio                              | Ela mesma        | Série no YouTube                    | [ 50 ] |

### Cinema
| Ano  | Título  | Papel     | Notas        | Ref.          |
| ---- | ------- | --------- | ------------ | ------------- |
| 2024 | Plurais | Ela mesma | Documentário | [ 51 ] [ 52 ] |

## Livros
| Ano  | Título                | Lançamento            | Editora           | Ref.          |
| ---- | --------------------- | --------------------- | ----------------- | ------------- |
| 2021 | Querer, poder, vencer | 1 de novembro de 2021 | Editorial Planeta | [ 21 ] [ 53 ] |

## Prêmios e indicações
| Ano  | Prêmio                         | Categoria                           | Indicação                   | Resultado | Ref.   |
| ---- | ------------------------------ | ----------------------------------- | --------------------------- | --------- | ------ |
| 2020 | Prêmio Área VIP                | Melhor Participante de Reality Show | Thelma Assis                | Indicada  | [ 54 ] |
| 2020 | Séries Em Cena Awards          | Melhor Participante de Reality Show | Thelma Assis                | Indicada  | [ 55 ] |
| 2020 | Prêmio Faz Diferença - O Globo | Ela                                 | Thelma Assis                | Indicada  | [ 56 ] |
| 2020 | Prêmio Mundo Negro             | Revelação                           | Thelma Assis                | Venceu    | [ 57 ] |
| 2020 | MTV Millennial Awards Brasil   | Imagina Juntos                      | Taís Araújo e Thelma Assis  | Venceu    | [ 58 ] |
| 2021 | Prêmio Arcanjo de Cultura      | Streaming TV                        | Babu Santana e Thelma Assis | Venceu    | [ 59 ] |
| 2021 | Prêmio iBest                   | Opinião e Cidadania                 | Thelma Assis                | Indicada  | [ 60 ] |
| 2021 | Prêmio Influency-me            | Opinião e Comportamento             | Thelma Assis                | Indicada  | [ 61 ] |
| 2021 | Prêmio Jovem Brasileiro        | Diversidade                         | Thelma Assis                | Indicada  | [ 62 ] |
| 2021 | BreakTudo Awards               | Influenciador Social                | Thelma Assis                | Venceu    |        |
| 2021 | Troféu Raça Negra              | Médica e ex-BBB                     | Thelma Assis                | Venceu    | [ 63 ] |
| 2021 | Prêmio Mundo Negro             | Melhor Influência                   | Thelma Assis                | Venceu    | [ 64 ] |
| 2021 | Prêmio Mundo Negro             | Melhor Inspiração                   | Thelma Assis                | Indicada  | [ 64 ] |
| 2022 | BreakTudo Awards               | Canal do Youtube                    | Thelminha                   | Indicada  |        |
| 2022 | Prêmio Ecoa                    | Vozes que Ecoam                     | Thelma Assis                | Finalista | [ 65 ] |
| 2023 | Troféu JK - Rio 2023           | Influenciadora Digital do Ano       | Thelma Assis                | Venceu    | [ 33 ] |
| 2024 | Prêmio Viva o Carnaval         | Musa do Carnaval                    | Thelminha                   | Venceu    | [ 66 ] |
| 2024 | Prêmio iBest                   | Saúde                               | Thelma Assis                | Indicada  | [ 67 ] |
| 2024 | Prêmio iBest                   | Comportamento                       | Thelma Assis                | Indicada  | [ 67 ] |
| 2024 | Prêmio iBest                   | Reality Star                        | Big Brother Brasil 20       | Indicada  | [ 67 ] |